# Netelia errans
Netelia errans är en stekelart som först beskrevs av Tosquinet 1896.  Netelia errans ingår i släktet Netelia och familjen brokparasitsteklar. Inga underarter finns listade i Catalogue of Life.